# Народно-демократична партія (Туреччина)
Народно-демократична партія (тур. Halkların Demokratik Partisi, курд. Partiya Demokratîk a Gelan, HDP) — це політична партія в Туреччині. Загалом ліва, партія робить сильний наголос на учасницьку демократію та радикальну демократію, фемінізм, права ЛГБТ, права меншин, права молоді та егалітаризм. Вона є асоційованим членом Партії європейських соціалістів (PES), консультативним членом Соціалістичного Інтернаціоналу та партією Прогресивного Альянсу (PA). 

## Заснування
Прагнучи фундаментально кинути виклик існуючому курдсько-турецькому конфлікту та іншим існуючим параметрам турецької політики, HDP була заснована в 2012 році як політичне крило Народно-демократичного конгресу (HDK), об’єднання численних лівих рухів, які раніше висували кандидатів як незалежних подолати 10% виборчий поріг. Конгрес складається з різних груп, включаючи ліві партії, як Революційна соціалістична робоча партія (DSIP), Лейбористська партія(EMEP), Соціалістична партія пригноблених (ESP), Партія соціалістичної демократії (SDP), Соціалістична партія відновлення, Зелени і Ліва партія майбутнього, Партія миру та демократії (BDP), деякі ультраліві фракції, феміністські групи, групи ЛГБТ, профспілки та етнічні ініціативи, що представляють алевітів, вірмен та помаків.
Офіційна заява HDK про надання статусу політичної партії була передана до Міністерства внутрішніх справ 15 жовтня 2012 року.

## Ідеологія
HDP розглядається як турецький варіант грецької СІРІЗА та іспанської партій Подемос, подібних за своєю антикапіталістичною позицією.
Голови-засновники партії описували HDP як партію, яка прагне ліквідувати експлуатацію праці та фундаментально відновити демократію, в якій чесні та гуманні особи можуть жити разом як рівні громадяни. Далі її описували як партію, яка прагне внести фундаментальні зміни в існуючу капіталістичну систему, об’єднавши широкий спектр лівих опозиційних рухів.
HDP також закликає до нової конституції, яка закріпить права меншин для курдів, алевітів та інших меншин. Партія давно виступає за створення місцевих «народних парламентів» для збільшення демократичного представництва та децентралізації влади. Значна частина спроб партії об’єднати громадян по всій Туреччині здійснюється через опозицію до правлячої консервативної Партії справедливості та розвитку (AKP), яку HDP звинувачує в авторитарності, експлуатації та дискримінації релігійних меншин.
Зовнішня політика HDP також передбачає відкриття кордону з Вірменією, який був закритий з 1993 року через підтримку Туреччиною Азербайджану під час першої Нагірно-Карабахської війни. HDP є єдиною великою політичною партією в Туреччині, яка не підтримує заперечення геноциду вірмен і закликає Туреччину створити комісію правди та взяти на себе відповідальність щодо їхньої ролі в Першій світовій війні.
Висловлювалися занепокоєння, що включення курдського націоналістичного члена HDK Партії миру та демократії (BDP) до HDP викликало б звинувачення в тому, що HDP також була переважно курдсько орієнтованою партією. Проте Явуз Онен, один із голів партії, стверджував, що головною метою HDP є встановлення іншого погляду на турецьку політичну сцену та відхід від існуючої дихотомії «курди проти турків», яка інституційно закріпилася в турецьких політичних уявленнях.

## Результати виборів

### Президентські вибори
| Президентські вибори | Президентські вибори | Президентські вибори | Президентські вибори | Президентські вибори |
| Дата виборів         | Кандидат             | К-сть голосів        | Відсоток             | Місце                |
| -------------------- | -------------------- | -------------------- | -------------------- | -------------------- |
| 2014                 | Селахаттін Демірташ  | 3,958,048            | 9.77                 | 3                    |
| 2018                 | Селахаттін Демірташ  | 4,205,219            | 8.40                 | 3                    |
| 2023                 | Не номінувала        | N/A                  | N/A                  | N/A                  |

### Загальні вибори
| Дата виборів       | Лідер                              | К-сть голосів | Відсоток | Місця в парламенті | Місце                      |
| ------------------ | ---------------------------------- | ------------- | -------- | ------------------ | -------------------------- |
| 7 червня 2015 р    | Селахаттін Демірташ Фіген Юксекдаг | 6,058,489     | 13.12%   | 80 / 550 ( 80)     | #4Тимчасовий виборчий уряд |
| 1 листопада 2015 р | Селахаттін Демірташ Фіген Юксекдаг | 5,148,085     | 10.76%   | 59 / 550 ( 21)     | #3Опозиція                 |
| 24 червня 2018 р   | Сезай ТемелліПервін Булдан         | 5,867,302     | 11.70%   | 67 / 600 ( 19)     | #3Опозиція                 |
| 2023               | Мітхат СанчарПервін Булдан         |               |          |                    |                            |